# Maria Magdalena leest

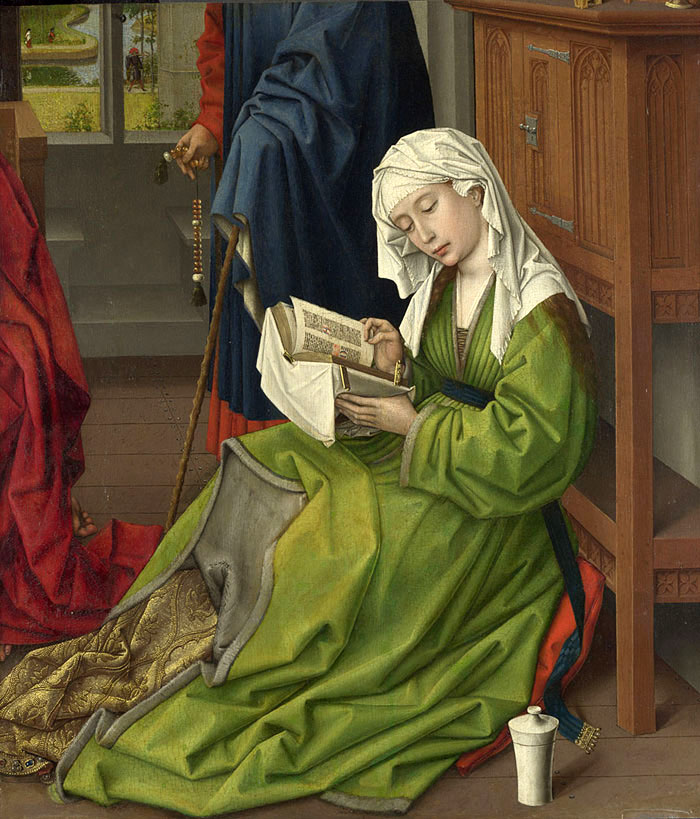
Maria Magdalena leest, National Gallery, Londen

Maria Magdalena leest is de naam van een fragment van werk van Rogier van der Weyden dat sedert 1860 in de National Gallery te Londen wordt bewaard als inv. NG654. Het is een van de drie resterende fragmenten van 62,2 cm bij 54,4 cm, van een groot altaarstuk, dat in de literatuur gekend is als ‘Maria met Kind en zes heiligen’, geschilderd met olieverf op paneel. Op basis van de afmetingen van de bewaarde fragmenten kan men besluiten dat het originele altaarstuk ongeveer 1 m hoog en ca. 1,5 m breed moet geweest zijn. De andere fragmenten bevinden zich in het Museu Calouste Gulbenkian in Lissabon. Het originele paneel toonde een gezelschap van heilige mannen en vrouwen in een ruime kamer rond een getroonde madonna met Kind. Het thema van het oorspronkelijke schilderij, een sacra conversazione, is gereconstrueerd aan de hand van een laat-vijftiende-eeuwse tekening van een deel ervan: Maagd en Kind met een heilige bisschop, Johannes de Doper en Johannes de Evangelist die bewaard wordt in het Nationalmuseum in Stockholm. Men denkt dat deze tekening een studie is naar het originele werk, gemaakt door een van de navolgers van Rogier van der Weyden.

## Beschrijving

### Maria magdalena leest

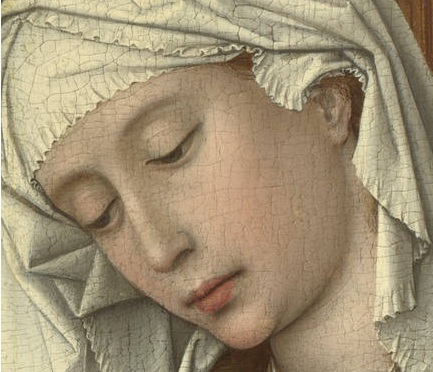
’Maria Magdalena leest’, detail

Het schilderij toont een op een kussen gezeten jonge vrouw, verstild in vroomheid, met een gebogen hoofd en haar ogen nederig afgewend van de kijker. Ze is in beslag genomen door haar boek, gelegen op een wit doek, de gebruikelijke manier om een kostbaar handschrift te beschermen. Ze heeft een bleke huid, hoge jukbeenderen en ovale, gebogen en geëpileerde wenkbrauwen, typisch voor geïdealiseerde portretten van adellijke dames uit die tijd. 
We kunnen haar herkennen als Maria Magdalena aan de albasten kruik met balsem aan haar voeten die ze volgens de (middeleeuwse) christelijke traditie gebruikte om berouwvol de voeten van Christus te zalven nadat ze die met haar tranen gewassen en met haar lange haar gedroogd had. De balsemkruik is het gebruikelijke symbool voor Maria Magdalena in de schilderkunst. Het omhooggeborstelde bont in haar kleding en het plukje haar dat onder haar hoofddoek uitkomt zouden ook allusies zijn op haar ‘zondige’ verleden, dat haar door Paus Gregorius I, volkomen onterecht ten andere, werd toegeschreven. De compositie van de zittende Magdalena zou gebaseerd zijn op de annunciatie van Robert Campin die bewaard wordt in het Museum van Schone Kunsten van België.
.

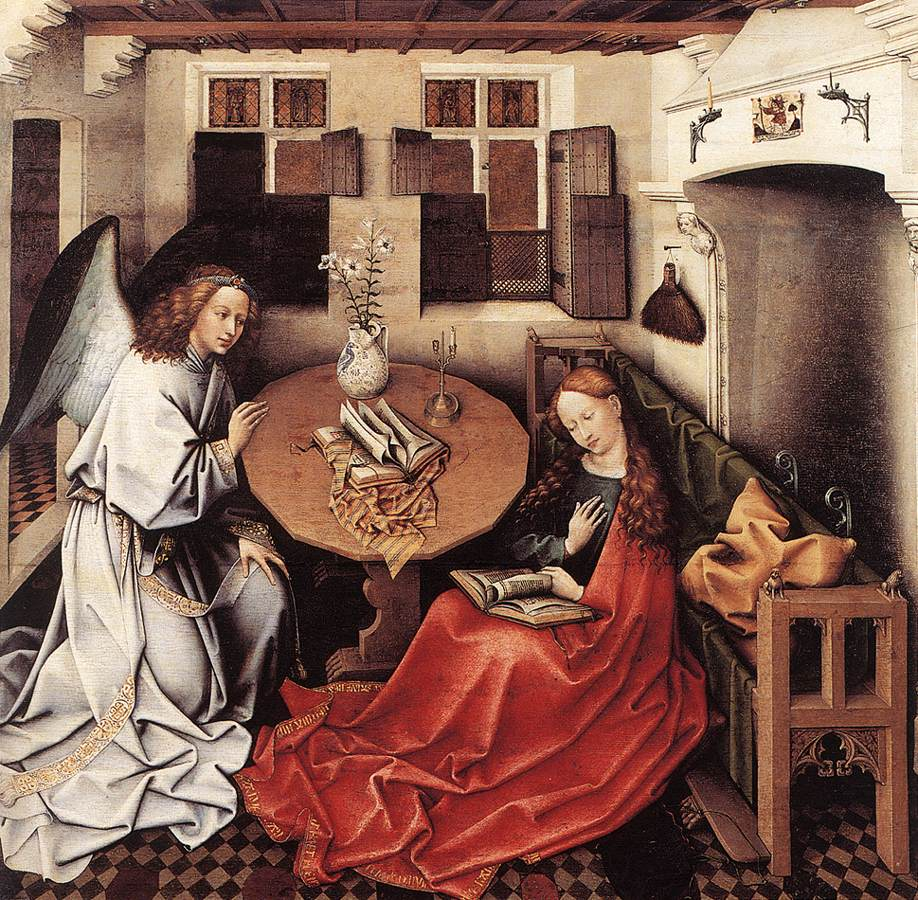
Robert Campin, Annunciatie

Rechts van Maria Magdalena zien we een deel van een rode mantel. De blote voet die er onderuit komt suggereert een geknielde man. Achter haar staat een andere persoon met een blauwe mantel die een paternoster in zijn rechterhand houdt; zijn hoofd ontbreekt. Door het raam zien we een tuin afgezoomd door een rivier. Op het tuinpad staat een boogschutter en op het pad naast de rivier loopt een dame die we weerspiegeld zien in het water.

### De andere fragmenten
Zoals hoger gezegd bevinden zich in het Museu Calouste Gulbenkian in Lissabon twee schilderijtjes in olieverf op paneel. Het eerste is een vrouwenhoofd. De dame is gekleed in een rijkelijk gewaad wat laat veronderstellen dat het een afbeelding is van de heilige Catharina van Alexandrië, een zeer populaire heilige in de middeleeuwen. Het gedeelte van het landschap dat we achter haar zien toont een waterloop die in het verlengde zou lopen van de rivier die we in het raam achter Magdalena kunnen zien, tenminste als Catharina geknield was afgebeeld op het altaarstuk, wat hooguit gesuggereerd wordt door de bewaarde tekening.
Het tweede fragment in Lissabon toont een mannenhoofd. Hiervan werd het na de reiniging van het paneel met Maria Magdalena onmiddellijk duidelijk dat het ging over het hoofd dat paste bij de figuur  die rechtop staat achter Maria Magdalena.

## Datering

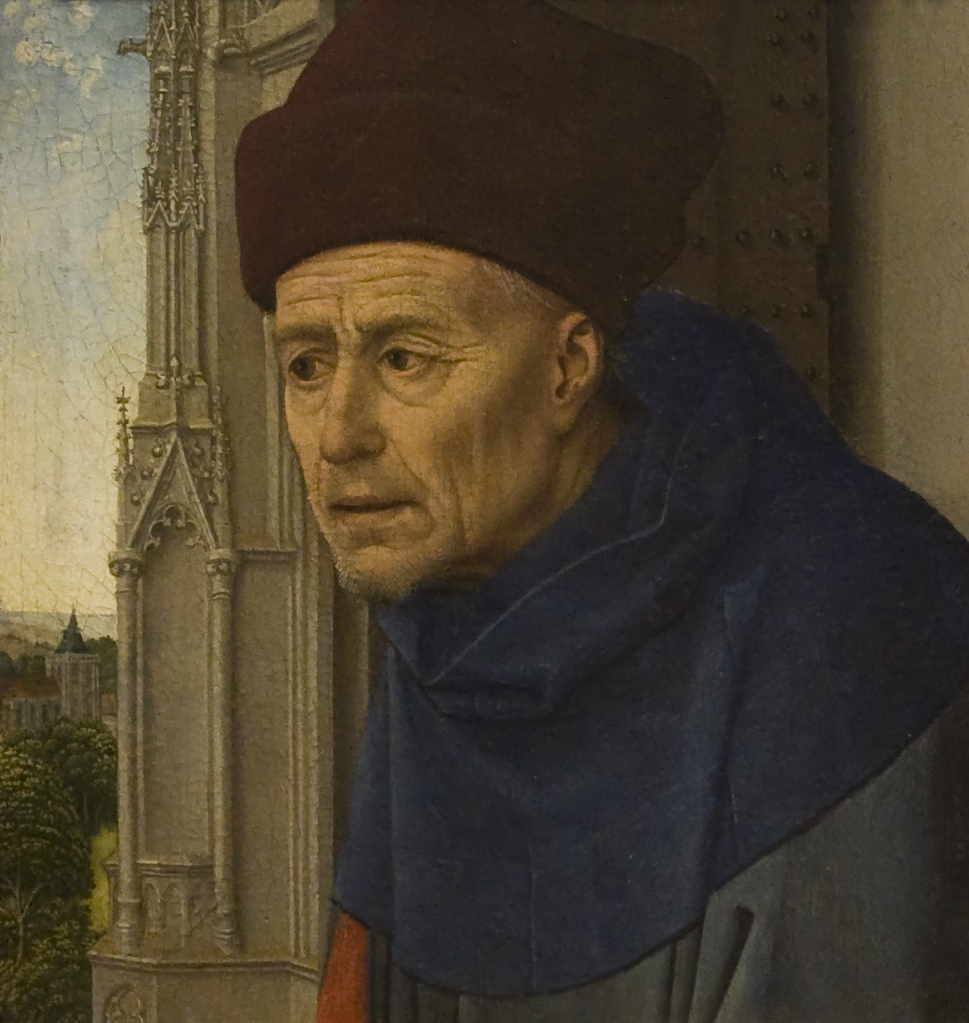
Fragment met het hoofd van Jozef(?)

Er is geen enkel werk bewaard dat met absolute zekerheid (via bestellingen of andere documenten) aan Rogier kan worden toegeschreven. Over drie werken zijn de kunsthistorici het vandaag wel eens dat ze van de hand van Rogier zijn namelijk de Miraflorestriptiek nu in de Gemäldegalerie in Berlijn, de Kruisiging van Scheut in het Escorial en de Kruisafneming in het Museo del Prado in Madrid.
Deze ‘Magdalena leest’ wordt algemeen aan de meester toegeschreven op basis van zijn uitzonderlijke picturale kwaliteit en de schitterende uitwerking van details. Het is niet zeker wanneer Van der Weyden het schilderij zou gemaakt hebben. De Vos dateert dit werk ongeveer op het moment dat Rogier met zijn atelier aan de polyptiek van het ‘Laatste Oordeel’ begon te werken in opdracht van kanselier Rolin, dus omstreeks 1445. Andere kunsthistorici plaatsen het werk traditioneel bij het begin van Rogier van der Weydens carrière in Brussel in 1435. Men houdt dikwijls een datum aan gespecifieerd als ‘vóór 1438’. Hierbij baseert men zich op de gelijkenis van het hoofd Johannes op het werk ‘Johannes de Doper en Heinrich von Werl’ in het Prado met het hoofd van Jozef op het fragment in Lissabon. Jozef zou model gestaan hebben voor Johannes en het werk met Johannes kan gedateerd worden op 1438.

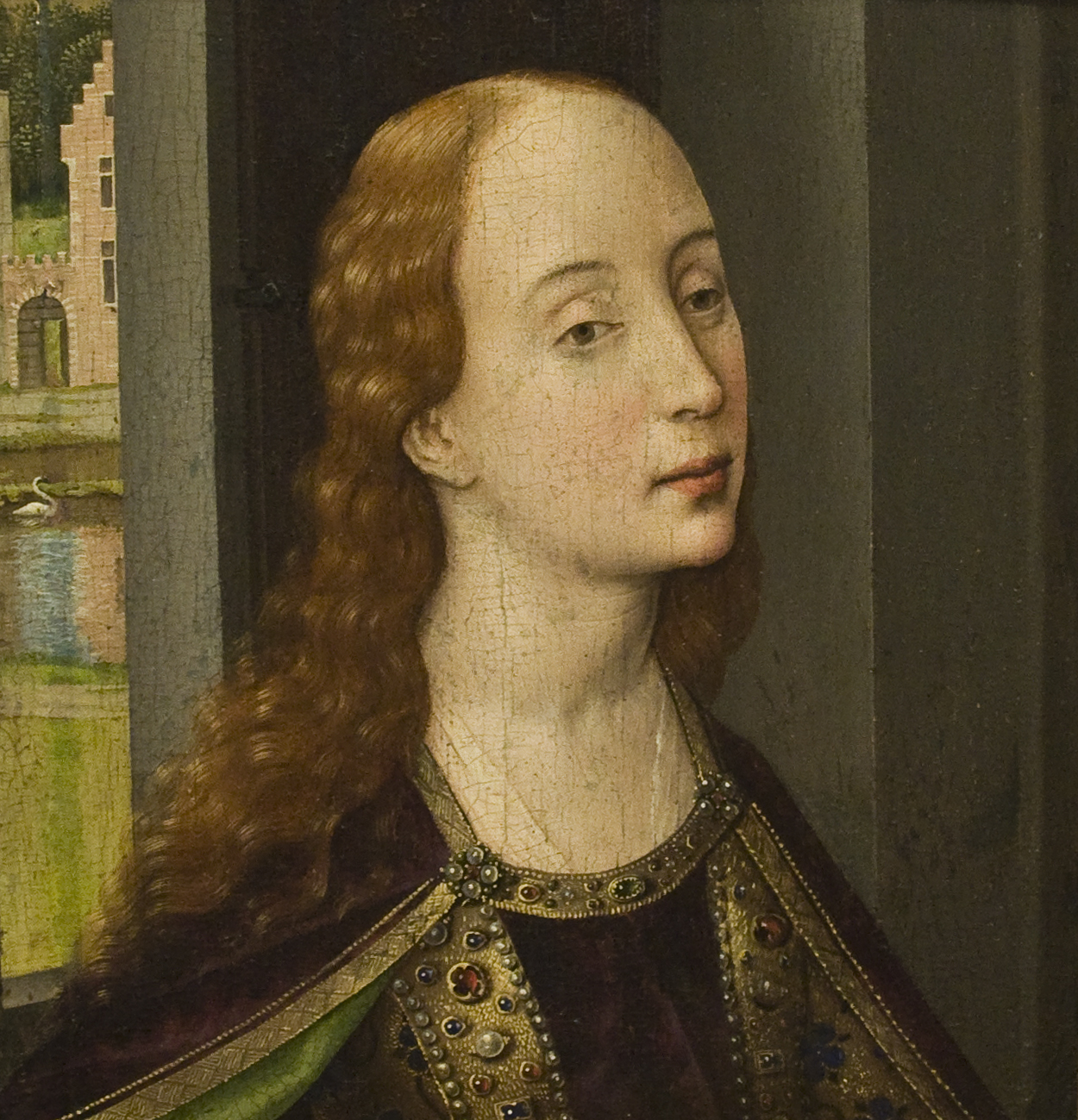
Fragment met het hoofd van Catharina van Alexandrië

## Geschiedenis
Gezien er geen andere fragmenten van het werk zijn teruggevonden denkt men dat het originele werk ooit zwaar beschadigd werd en dat men de bruikbare gedeeltes heeft gerecupereerd. Maar ook dit is een hypothese, er is geen geschreven documentatie over de geschiedenis van het werk. De andere bewaarde fragmenten, een hoofd van de heilige Jozef en van de heilige Catharina(?), zijn bijna exact even groot, 21 bij 18 cm en zijn dus bewust uitgezaagd op hetzelfde formaat, waarschijnlijk om te gebruiken als ‘pendants’
Het originele paneel bestond uit baltische eik, zoals gebruikelijk in Vlaanderen. Het Londense fragment werd in de negentiende eeuw overgebracht op een paneel uit mahoniehout. De andere bewaarde fragmenten in Lissabon hebben nog hun originele eiken drager. De overdracht op mahoniehout moet gebeurd zijn na 1830, omdat voor correcties een artificieel ultramarijn werd gebruikt dat voordien niet bestond. Het aanbrengen gebeurde voor 1860, de datum waarop het werk in het bezit kwam van de National Gallery.

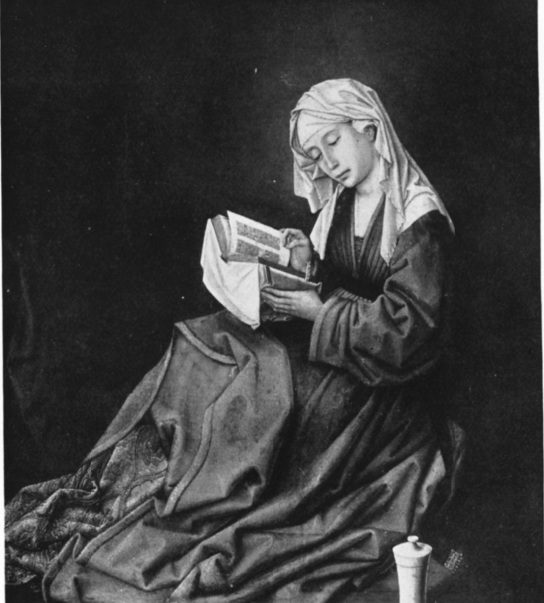
De ‘Maria Magdalena leest’, foto uit de jaren 1930.

Bij een restauratie (schoonmaken van het schilderij) in 1955-1956 kwam men tot de vaststelling dat de achtergrond van de ‘Maria Magdalena leest’ was overschilderd met een dikke laag bruine verf (zie foto hierbij). De figuren naast en achter Maria Magdalena en de originele achtergrond kwamen terug aan het licht na het verwijderen van de overschildering. Het was daarna dat men ontdekte dat het fragment in het Museu Calouste Gulbenkian met het hoofd van een man, paste op de figuur achter Magdalena in het Londense fragment.
De sleutel voor het leggen van het verband tussen de tekening uit Stockholm en het paneel in Londen was de figuur van Johannes de Evangelist. Op de tekening is hij afgebeeld links van de tronende Maagd met Kind en is er geen spoor van Maria Magdalena en Jozef. Wat we wel zien op het Londense fragment is een stukje van de bank waarop Maria zit, een stuk van de mantel van Johannes en zijn blote voet. Dit was voldoende om de tekening in verband te brengen met het verdwenen altaarstuk. Van Katharina is er op de tekening geen spoor, tenzij dan de aanzet van een geknielde figuur tussen de Bisschop en Johannes de Doper.

### Herkomst

#### Maria Magdalena leest
Het paneel met de Maria Magdalena komt uit de verzameling Cassino die op 26 juli 1810 geveild werd in Amsterdam. Het werk werd gekocht door Philippus van der Scheij die het doorverkocht aan Jeronimo de Vries voor 30 gulden. Op een veiling in Haarlem die begon op 6 mei 1811 wordt het gekocht door Maria Hoofman. Haar verzameling werd opgekocht door de gebroeders Nieuwenhuys. Daarna gaat het werk over in de handen van Edmond Beaucousin in Parijs. De National Gallery koopt in 1860 de collectie van Beaucousin en verwerft op die manier de ‘Maria magdalena leest’.

#### Catharina en Jozef
In 1907 bevinden de twee panelen met de hoofden van de heilige Catharina en de heilige Jozef zich in de verzameling van Léo Nardus, een Utrechtse schilder, kunsthandelaar en verzamelaar gevestigd in Suesnes. De werken worden aangekocht door Michiel Onnes en op  een veiling in Amsterdam op 10 juli 1923 worden de werken gekocht door Calouste Sarkis Gulbenkian. Via diens stichting die werd opgericht in 1956 komen ze in het huidige museum terecht.

## Techniek
Het paneel werd voorbereid met een kalklaag gebonden met lijm. Op deze kalklaag werd een gedetailleerde ondertekening aangebracht en over de ondertekening een licht grijze imprimitura. De laag was zo dun (5 à 10 µ) dat ze transparant bleef ook al was ze samengesteld op basis van loodwit. Voor de ondertekening die kan getoond worden met infraroodreflectografie werd een zwarte verf gebruikt die met het penseel werd aangebracht. De ondertekening is uitgevoerd uit de vrije hand, er werden dus geen modellen of kartons gebezigd. Er zijn kleine verschillen tussen de ondertekening en het uiteindelijke resultaat, maar het gaat vrij onbelangrijke details. Onder het incarnaat was de imprimitura iets donkerder grijs gekleurd of werd er een iets meer donkergrijze onderschildering aangebracht. De modellering van licht en schaduw werd aangebracht door de samenstelling van de verf lichtjes te wijzigen en de schaduw of lichtere kleur nat-in-nat aan te brengen op de basiskleur van de onderschildering. Voor het groene kleed van Magdalena werd de modellering van licht en schaduw al aangebracht in de onderschildering. Ze werd afgewerkt  door hetzij lichtere of donkerder verfstreepjes aan te brengen naast elkaar of gekruist met de nat-in-nat techniek. De eindlaag van het kleed bevat geen lakverf maar is vrij opaak. Als bindmiddel voor de verven werd lijnzaadolie gebruikt en in dit werk werd geen gebruik van tempera vastgesteld, noch in de toplaag noch in de onderschildering.
Uit de vergelijkende studie met vier andere werken uit de groep Van der Weyden die bewaard worden in de National Gallery, komt de ‘Maria Magdalena leest’ duidelijk naar voor als het best afgewerkte schilderij, vergelijkbaar in techniek met de  Kruisafneming in het Museo del Prado in Madrid. De details van zowel de figuurtjes in de achtergrond als van de Magdalena zelf en het boek dat ze vasthoudt, zijn zo perfect uitgewerkt dat men het werk waarschijnlijk aan de meester zelf mag toeschrijven, toewijzing die trouwens algemeen aanvaard wordt.

## Invloeden
De ‘Maria met Kind en zes heiligen’ oefende een belangrijke invloed uit op de schilderkunst in de tijd van Rogier van der Weyden. De groep van de ‘Madonna met Kind’ werd veelvuldig nageschilderd, soms gespiegeld zoals in de ‘Legende van de heilige Catharina’ van een anonieme meester. Ook in het werk van Van der Weyden en zijn atelier zien we elementen uit de ‘Maria met Kind en zes heiligen’ terug opduiken. Bijvoorbeeld het hoofd van Jozef dat door Rogier herhaald verbeterd werd tijdens het schilderen, wat pleit voor een origineel, komt terug als Nikodemus met baard in de ‘Miraflorestriptiek’ en de oudste wijze op het ‘Columba-altaarstuk’ heeft ook hetzelfde aspect maar dan zonder baard. Steeds volgens Lorne Campbell zijn ook de zijpanelen van de Werl-triptiek, bewaard in het Prado, geïnspireerd op het werk van Rogier van der Weyden en niet omgekeerd, zoals men dikwijls kan lezen. Vroeger werd vrij algemeen gedacht dat de Werl-triptiek het werk was van Robert Campin maar sommige kunsthistorici zien het nu veeleer als een pastiche door een schilder die werkte in de trant van Campin of van het atelier van Rogier zelf.